# Mucuna canaliculata
Mucuna canaliculata är en ärtväxtart som beskrevs av Bernard Verdcourt. Mucuna canaliculata ingår i släktet Mucuna och familjen ärtväxter. IUCN kategoriserar arten globalt som livskraftig. Inga underarter finns listade i Catalogue of Life.